# 樟樹灘坑

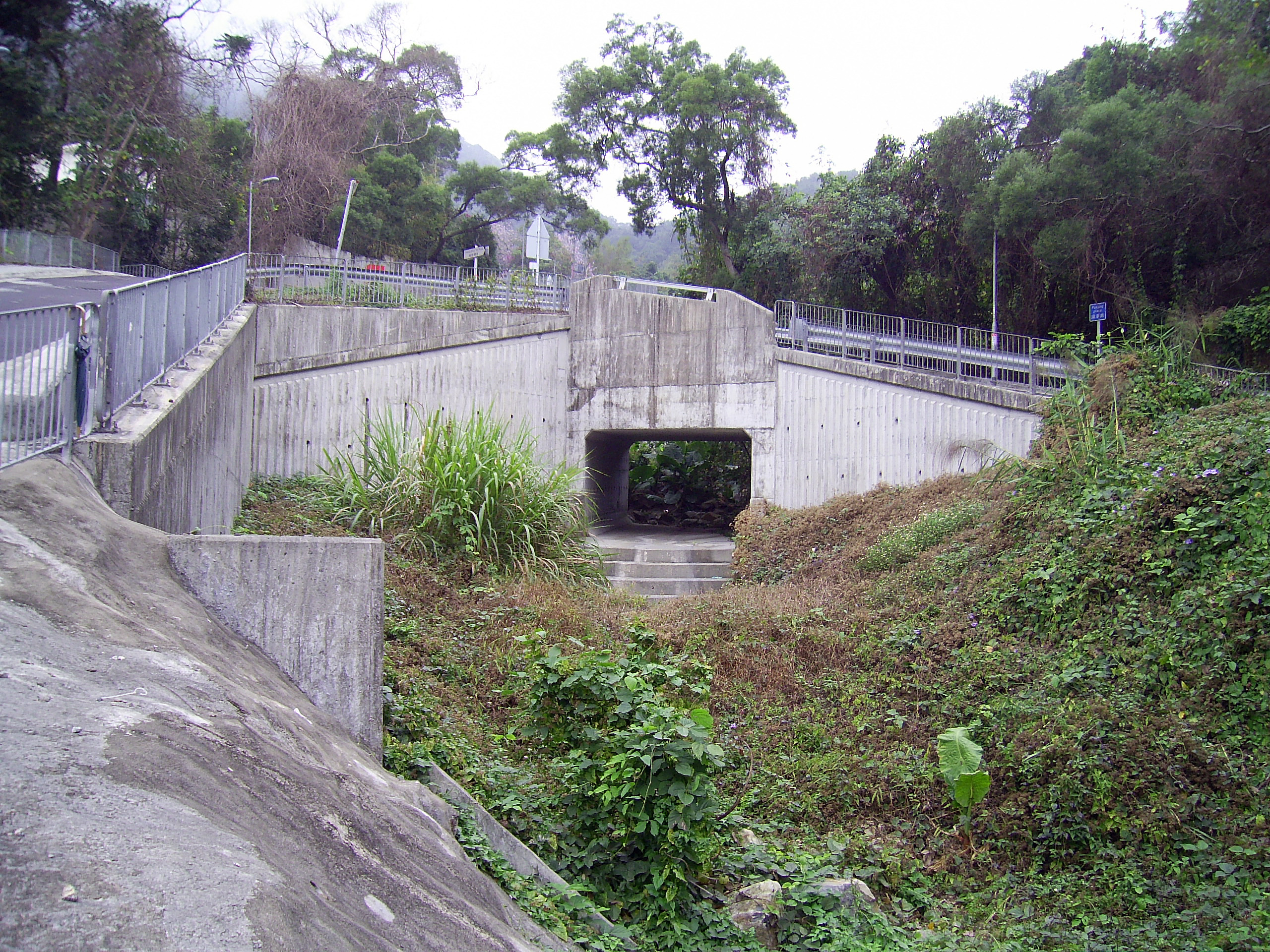
流經樟樹灘路旁的樟樹灘坑

樟樹灘坑（英文：Cheung Shue Tan Hang），是香港新界大埔區的一條河流。樟樹灘坑名字以當地地名樟樹灘命名，起源於大埔滘內的乾坑和大埔滘自然護理區長瀝尾（大埔尾坑）一帶，經樟樹灘路、樟樹灘、坡面（大埔尾坑正式流入樟樹灘坑）和白石角，在博研路近中文大學擴展區轉為暗渠（2012年博研路天橋建成前暗渠並不存在），在科城路一帶流入吐露港。
樟樹灘坑亦是樟樹灘村和大埔尾村的天然分界。